# Elke Barth (Leichtathletin)
Elke Barth (verheiratete Schmitz; * 19. Oktober 1956 in Stolberg) ist eine ehemalige deutsche Sprinterin, die sich auf den 400-Meter-Lauf spezialisiert hatte.
Bei den Europameisterschaften 1974 in Rom kam sie mit der bundesdeutschen Mannschaft in der 4-mal-400-Meter-Staffel auf den fünften Platz. Im Jahr darauf folgte eine Silbermedaille in der 4-mal-320-Meter-Staffel bei den Halleneuropameisterschaften 1975 in Kattowitz.
Ebenfalls Fünfte in der 4-mal-400-Meter-Staffel wurde sie bei den Olympischen Spielen 1976 in Montreal und bei den Europameisterschaften 1978 in Prag.
1974 und 1975 wurde sie Deutsche Vizemeisterin. In der Halle holte sie 1975 den nationalen Titel.
Elke Barth startete für den TSV Bayer Dormagen.

## Persönliche Bestzeiten
- 100 m: 11,72 s, 21. Juli 1974, Gelsenkirchen
- 200 m: 23,94 s, 10. August 1975, Sindelfingen (handgestoppt: 23,5 s, 15. Juni 1975, Duisburg)
- 400 m: 52,27 s, 29. Juni 1975, Gelsenkirchen